# Sayo Yamamoto
Sayo Yamamoto (山本 沙代, Yamamoto Sayo) est une réalisatrice d'animation japonaise née le 13 avril 1977.
Elle est notamment connue pour ses séries Michiko to Hatchin, Lupin III : Une femme nommée Fujiko Mine, et Yuri on Ice, travaillant notamment pour les studios Madhouse puis MAPPA.

## Biographie

### Jeunesse et formation
Sayo Yamamoto est diplômée d'une école d'art et de design, sans formation dans l'animation,. Elle va pourtant proposer comme projet de fin d’études un court métrage animé, mettant en scène un samouraï inspiré de Toshirō Mifune, acteur notable des films d'Akira Kurosawa.

### Début de carrière
Après l'obtention de son diplôme, elle a l'occasion de présenter son travail à Satoshi Kon, réalisateur alors au début de sa carrière cinématographique. Séduit par son potentiel, il l'invite à travailler sur son second film (Millennium Actress) au studio Madhouse. Elle fait alors ses débuts dans l'animation mais quitte le projet en pleine production alors que Kon souhaitait la faire engager au studio, à cause des problèmes « politiques » au sein de Madhouse. Le studio fait toutefois de nouveau appel à elle par la suite pour travailler sur des séries comme X ou l'OVA Trava: Fist Planet. Elle fait ses débuts dans la réalisation en dirigeant des épisodes de la série Dragon Drive. C'est également durant sa période Madhouse qu'elle commence à réaliser des génériques de série, une pratique qu'elle continuera durant toute sa carrière.
Elle continue sa carrière en tant qu'indépendante, travaillant sur Samurai Champloo où elle rencontre deux futurs collabroateurs réguliers, Shin'ichirō Watanabe et Dai Satō. Elle dira plus tard que c'est sur Samurai Champloo qu'elle aura pour la première fois l'impression d'avoir une liberté créative sur son travail de mise en scène.

### Ascension comme réalistatrice
Durant la production de Samurai Champloo au studio Manglobe, on lui propose de réaliser un projet où elle aurait un contrôle créatif total. Occupée par la production en cours et sans idée, elle passe un an à réfléchir à ce projet, et elle décide de faire un voyage en Brésil pour prendre une pause dans son travail. C’est durant ce voyae que naît l’idée de Michiko to Hatchin, série diffusée en 2008 qu'elle réalise, qui suit le road trip d'un duo composé d'une ex-prisonnière et une jeune fille à la recherche de son père. Dès l'annonce de la série, Yamamoto déclare publiquement qu'elle aimerait particulièrement que le public féminin regarde la série, quelque chose de plutôt rare au Japon pour une série nocturne mettant en scène des personnages féminins. Elle déclare alors : « J'ai fait cette série en imaginant des office ladies qui rentrent du boulot et regardent la série en buvant une bière », et que le personnage de Michiko est écrit comme « une femme dont les femmes tomberont amoureuses ».
Yamamoto passe ensuite plusieurs années à retourner à la réalisation d'épisodes et de génériques travaillant pour des séries comme Arakawa Under The Bridge ou Panty and Stocking with Garterbelt, ou pour le story-board de films comme Redline ou Evangelion: 2.0 You Can (Not) Advance, avant de se voir confier un nouveau projet par un producteur de TMS Entertainment : un spin-off de la célèbre franchise Lupin III. Elle décide d'en faire une préquelle à la série originale de 1971 et de le centrer sur son personnage féminin principal, Fujiko Mine. La série est un succès critique pour son esthétique léchée et originale et ses propos implicitement ou explicitement féministes,, même si son côté plus adulte et explicite sexuellement est clivant et contre-productif selon certains critiques. Elle reçoit le prix de la division animation au 16e Japan Media Arts Festival.

### Consécration avecYuri on Ice
Après Lupin III, Yamamoto fait à nouveau une pause dans les gros projets, et va à la place continuer à être appelée pour réaliser des génériques, y compris pour des grosses productions. Elle va ainsi travailler sur des séries comme Psycho-Pass, L'Attaque des Titans, ou Space Dandy.
En 2016, elle se voit confier la réalisation de Yuri on Ice, série sur le patinage artistique produite au studio MAPPA. La série est un succès critique, considéré comme une des meilleures séries animées de l'année, malgré des critiques sur l'animation des derniers épisodes, mais surtout un colossal succès commercial : elle est la deuxième franchise médiatique ayant rapporté le plus d'argent en 2017 et les six coffrets Blu-ray figurent parmi les meilleures ventes d'anime au Japon la même année, en faisant la série animée la plus vendue de l'année au Japon, et le deuxième anime derrière le film Your Name.. En Occident, la série rencontre un fort succès également, en particulier sur Internet, et sera populaire au point d'être référencée par de véritables patineurs. Un point ressort en particulier de la série, et reste clivant : la représentation de l'homosexualité, que certains jugent stéréotypée sans être jamais assumée explicitement par le récit et où l'homophobie de la société est ignorée, et que d'autres jugent ambitieuse et sincère dans un pays où le mariage gay n'est toujours pas légal au niveau national. Yamamoto expliquera plus tard avoir voulu faire des références explicités à l'homosexualité, par exemple en utilisant des costumes du patineur gay Johnny Weir, et en voulant montrer un baiser entre les deux protagonistes masculins pour lequel elle dit avoir reçu des pressions de censure, et ce alors que d'autres séries non-yaoi avaient déjà montré des baisers homosexuels par le passé.

### Période d'inactivité
Toutefois, le succès de Yuri on Ice ne sera pas suivi d'autres projets pour Yamamoto. Elle est en effet inactive dans l'animation depuis 2017, en dehors de génériques produits en parallèle au studio MAPPA (comme pour Gambling School et Rage of Bahamut: Virgin Soul) et d'un court métrage promotionnel produit à l'occasion de la ressortie du manga Sex (en) d'Atsushi Kamijō.
Un film Yuri on Ice est annoncé dans la foulée de la série en avril 2017, mais sera finalement annulé en 2024 après plusieurs années sans nouvelles de sa production.

## Style et influences
Son esthétique sur Lupin III : Une femme nommée Fujiko Mine est souvent décrite comme sensuelle, voire érotique, avec un style de dessin très marqué que certains rapprochent des oeuvres d'Aubrey Beardsley ou d'Aquirax Uno (en). Pour réussir à mettre en place ce trait singulier, Yamamoto a choisi de faire confiance uniquement à du dessin manuel au lieu du dessin numérique en vogue à l'époque, pour imiter notamment le trait rugueux et irrégulier de Monkey Punch et éviter un style visuel uniforme.
Yamamoto a souvent exprimé le souhait et le plaisir de voir ses séries regardées par un public moins habitué à l'animation japonaise, en particulier un public féminin adulte,.
Fan de patinage artistique, elle explorera avant Yuri on Ice l'esthétique d'animer du patinage en réalisant le générique du jeu Persona 5, qui en contient plusieurs séquences.

## Filmographie
Sauf mention contraire explicite, les informations de cette section sont tirées des cartons de crédits des œuvres mentionnées, ou de bases de données compilant ces mêmes crédits,,.

### Séries principales
| Année     | Titre                                    | Rôle(s)                                                                        |
| --------- | ---------------------------------------- | ------------------------------------------------------------------------------ |
| 2000      | L'Arbre au soleil                        | Assistante de production                                                       |
| 2001–2002 | X                                        | Assistante de production, story-board d'épisode                                |
| 2002–2003 | Dragon Drive                             | Réalisation et story-board d'épisodes                                          |
| 2003      | Texhnolyze                               | Réalisation et story-board d'épisodes et de générique                          |
| 2004      | Samurai Champloo                         | Réalisation et story-board d'épisodes                                          |
| 2005–2006 | Eureka Seven                             | Réalisation et story-board d'épisodes                                          |
| 2005–2006 | Rozen Maiden ~Träumend~                  | Réalisation et story-board de générique                                        |
| 2006      | Ergo Proxy                               | Réalisation et story-board d'épisodes                                          |
| 2008–2009 | Michiko to Hatchin                       | Réalisatrice, réalisation et story-board d'épisodes et de générique            |
| 2012      | Lupin III : Une femme nommée Fujiko Mine | Réalisatrice, réalisation et story-board d'épisodes et de génériques           |
| 2012      | Wooser's Hand-to-Mouth Life (en)         | Réalisation et story-board de génériques                                       |
| 2013      | L'Attaque des Titans                     | Réalisation et story-board de générique                                        |
| 2014      | Rage of Bahamut: Genesis                 | Réalisation et story-board de générique                                        |
| 2014      | Space Dandy                              | Réalisation et story-board d'épisodes et de générique                          |
| 2016      | Yuri on Ice                              | Co-créatrice, réalisatrice, scénariste, story-board d'épisodes et de générique |
| 2017      | Rage of Bahamut: Virgin Soul             | Réalisation et story-board de générique                                        |

### Films
| Année | Titre                                 | Rôle(s)                                  |
| ----- | ------------------------------------- | ---------------------------------------- |
| 2009  | Evangelion: 2.0 You Can (Not) Advance | Aide au story-board                      |
| 2010  | Redline                               | Aide au story-board, décors additionnels |

### Autres
| Année | Titre                               | Type | Rôle(s)                   |
| ----- | ----------------------------------- | ---- | ------------------------- |
| 2002  | Trava: Fist Planet                  | OVA  | Story-board               |
| 2013  | Yasuyuki Okamura (en) - Viva Namida | Clip | Réalisatrice              |
| 2018  | Sex - Prologue (en)                 | OVA  | Réalisatrice, story-board |